# Ноэполи
Ноэполи (итал. Noepoli) — коммуна в Италии, располагается в регионе Базиликата, в провинции Потенца.
Население составляет 1039 человек (2008 г.), плотность населения составляет 23 чел./км². Занимает площадь 30 км². Почтовый индекс — 85035. Телефонный код — 0973.
Покровителем коммуны почитается Пресвятая Богородица (Madonna di Costantinopoli), празднование 6 августа.

## Демография
Динамика населения:

## Администрация коммуны
- Официальный сайт: http://www.comune.noepoli.pz.it/ Архивная копия от 15 октября 2010 на Wayback Machine